# Acalypha amentacea
Acalypha amentacea é uma espécie de planta com flor do gênero Acalypha, pertencente à família Euphorbiaceae.

## Taxonomia
Além da variedade nominotípica (A. amentacea amentacea), três outras variedades são listadas pela GBIF:
- Acalypha amentacea var. heterotricha Fosberg
- Acalypha amentacea var. palauensis Fosberg
- Acalypha amentacea var. trukensis (Pax & K.Hoffm.) Fosberg